# Álvaro Rodrigues da Silva Tavares
Álvaro Rodrigues da Silva Tavares GOI (Ponta do Sol, Ilha de Santo Antão, Cabo Verde, 3 de Fevereiro de 1915 - ?) foi Subsecretário de Estado da Administração Ultramarina e administrador colonial português.

## Biografia
Juiz, exerceu o cargo de Alto Comissário e de Governador-Geral da Província de Angola entre 15 de Janeiro de 1960 e 23 de Junho de 1961, tendo sido antecedido por Horácio José de Sá Viana Rebelo e sucedido por Venâncio Augusto Deslandes. Foi o governador colonial que estave à frente das tropas portuguesas nos ataques a Luanda em fevereiro de 1961, o início da Guerra de Independência de Angola..
A 1 de Agosto de 1961 foi feito Grande-Oficial da Ordem do Império.